# Evropská kolonizace světa

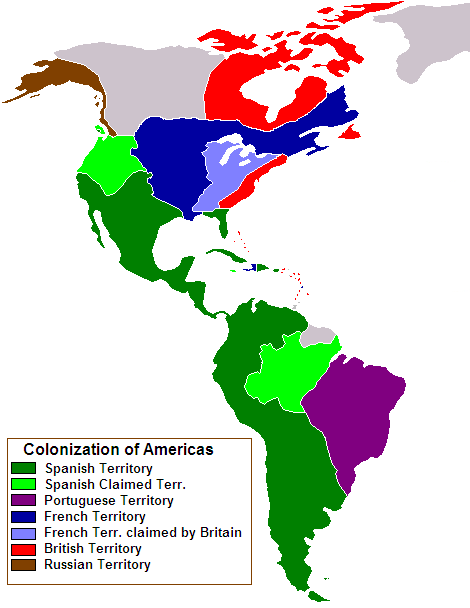
Evropské kolonie v Americe.

Evropská kolonizace světa je kolonizace světa Evropou, většinou šlo o zámořské objevy a následně jejich dobývání a získávání jiných kontinentů, zemí.

## Kolonizovaná území
např.: Amerika, Austrálie, Jižní a Střední Afrika, Tichomořské ostrovy

## Kolonizátorské země ajejich kolonizované území
- Portugalsko – Angola, Brazílie, Mosambik
- Španělsko – Mexiko a všechny dnes španělsky mluvící země
- Británie – Kanada, Indie, Austrálie, Súdán, Egypt a další…
- Francie – Alžír, Maroko, Západní a Jihozápadní Afrika, Kambodža, Laos, Annam (dnes Vietnam) a další…
- Německo – Kamerun, Keňa, Namibie, Severovýchodní Nová Guinea (dnes ostrov Papua Nová Guinea)
- Rusko – Sibiř, Ruská Amerika (zejména Aljaška), Kavkaz, Střední Asie, Vnější Mandžusko

## Kolonizátoři
Mezi první patří: Hernán Cortéz, Vasco Núñez de Balboa a další